# Twisted by Design
Twisted by Design is het derde studioalbum van de Amerikaanse punkband Strung Out. Het album werd oorspronkelijk uitgegeven op 5 mei 1998 via Fat Wreck Chords en werd op 15 april 2014 door hetzelfde label heruitgegeven. Laatstgenoemde versie bevat twee bonustracks, namelijk "Barfly" en "Ghost Town". Deze nummers waren al eerder te horen op de bijhorende single "Crossroads and Illusions" uit 1998.

## Nummers
1. "Too Close To See" - 3:01
2. "Exhumation Of Virginia Madison" - 2:20
3. "Deville" - 2:12
4. "Mind Of My Own" - 2:34
5. "Reason To Believe" - 2:16
6. "Crossroads" - 2:54
7. "Paperwalls" - 3:24
8. "Ice Burn" - 2:10
9. "Ultimate Devotion" - 2:06
10. "King Alvarez" - 2:22
11. "Asking For The World" - 2:25
12. "Tattoo" - 2:24
13. "Just Like Me" - 2:04
14. "Matchbook" - 4:24

Heruitgave
1. "Barfly" - 3:11
2. "Ghost Town" - 2:07

## Band
- Jason Cruz - zang
- Jake Kiley - gitaar
- Rob Ramos - gitaar
- Jim Cherry - basgitaar
- Jordan Burns - drums